# The Masked Rider
The Masked Rider er en amerikansk stumfilm fra 1916 af Fred J. Balshofer.

## Medvirkende
- Harold Lockwood som Bruce Edmunds.
- May Allison som Jill Jamison.
- Lester Cuneo som Squid Archer.
- H.W. Willis som Grant Carr.
- Jack McDonald som Tom Monjar.